# The Houses of Iszm
The Houses of Iszm - Casele de pe Iszm este o nuvelă science fiction de spionaj a scriitorului american Jack Vance, care a apărut prima dată în revista Startling Stories în 1954. A fost reeditată sub formă de carte în 1964, ca parte a unui roman Ace Double, împreună cu Son of the Tree. Nuvela The Houses of Iszm a fost reeditată ca volum independent în 1974 de Mayflower. 

## Rezumat
Locuitorii unei planete denumite Iszm, o specie de reptile cunoscută sub numele de Iszic, au transformat copacii uriași autohtoni în locuințe vii, cu toate nevoile și diversele luxuri furnizate de propria creștere naturală a copacilor. Iszic păstrează un monopol asupra acestora, exportând doar suficienți copaci pentru a menține prețurile ridicate și pentru a realiza un profit mare. Ailie Farr este un botanist uman care merge pe Iszm (ca mulți alții dinaintea sa, din multe alte specii) pentru a încerca să fure un copac feminin, ceea ce ar putea permite propagarea speciilor în lumea întreagă și să spargă monopolul. 

## Teme majore
The Houses of Iszm prezintă câteva dintre elementele stilistice care ar putea să caracterizeze multe dintre lucrările ulterioare ale lui Vance: un protagonist picaresque care fără voia sa realizează binele mai mare, locuri  exotice populate de specii simțitoare la fel de exotice și tema în care mai mult specii simțitoare avansate ascund tehnologie sau informații vitale pentru a menține umanitatea într-un statut de subzistență. 